# 이블 데드 2
《이블 데드 2》(영어: Evil Dead II, 영어: Evil Dead 2: Dead by Dawn으로 홍보)는 1987년 개봉한 미국의 코미디 공포 영화이다. 1981년 영화 《이블 데드》의 후속작이자 패러디 작품으로, 샘 레이미가 감독과 공동 각본을 맡고, 브루스 캠벨이 주연하였다. 《이블 데드 3 - 암흑의 군단》(1992)으로 이어진다.

## 줄거리
청년 애시(브루스 캠벨 분)는 애인 린다(데니즈 빅슬러 분)와 함께 한적한 오두막 집에 머물게 된다. 이때 알 수 없는 이상한 책과 누군가에 의해 녹음된 테이프를 발견한다. 테이프를 틀자 사학자 레이먼드 노비 교수(존 픽스 분)가 육성으로 본인 연구를 기록한 내용이 흘러나온다.
교수는 아내 헨리에타(루 행콕 분), 딸 애니(세라 베리 분), 부교수 에드(리차드 도마이어 분)와 함께 여행 중 칸다(Kandar)성에서 나투롬 데몬토(Naturom Demonto)라는 죽음의 책을 발견하였다고 말한다. 그는 아내와 함께 이 책을 이 오두막으로 옮겨와 해독을 계속해왔으며, 책은 숲과 어두운 땅 밑을 배회하는 사악한 악령을 기술해놓았다고 설명한다. 이어 교수는 책에 나와있는 어느 주문 전문을 그대로 읊는다.
악령에게 살아있는 인간을 사로잡는 힘을 부여하는 이 주문 소리를 애시가 재생하자 직접 주문을 외는 행위와 같은 효과가 발동하여 숲의 악마가 깨어나 린다가 죽고 데다이트(deadite)가 되어버리는데...

## 출연진
- 브루스 캠벨 - 애시 윌리엄스 역
- 세라 베리 - 애니 노비 역
- 댄 힉스 - 제이크 역
- 캐시 디파이바 - 보비 조 역
- 데니즈 빅슬러 - 린다 역
- 리차드 도마이어 - 에드 게틀리 역
- 존 픽스 - 노비 교수 역
- 루 행콕 - 헨리에타 역
- 테드 레이미 - 데다이트 상태가 된 헨리에타 역

## 기타 제작진
- 공동 제작: 브루스 캠벨
- 미술: 필립 더핀, 랜디 베넷
- 특수 효과: 마크 쇼스트롬, 유진 D. 슐러글라이트